# Guaraciaba do Norte
Guaraciaba do Norte é um município brasileiro do estado do Ceará. Localiza-se a 299 km de Fortaleza. Possui uma altitude de 934,12. É sede de um município com 624,606 km² em cujo território vive um total de 42.063 habitantes (densidade demográfica: 67,98 habitantes por quilômetros quadrados).

## Topônimo
"Guaraciaba" é um termo de origem tupi que significa "lugar do sol", através da junção dos termos kûarasy (sol) e aba (lugar).
Em sentido diverso, o escritor José de Alencar diz que "guaraciaba" era o nome que os índios davam ao beija-flor, significando, literalmente, "cabelos do sol", através da junção de kûarasy (sol) e aba (cabelo, pelo, pena).

## História
Guaraciaba do Norte foi elevado à categoria de "vila" com a denominação de Vila Nova Del Rei em 12 de maio de 1791,mas somente foi elevado à categoria de município em 1879. Recebeu a sua atual denominação Guaraciaba do Norte somente em 1951.

## Geografia

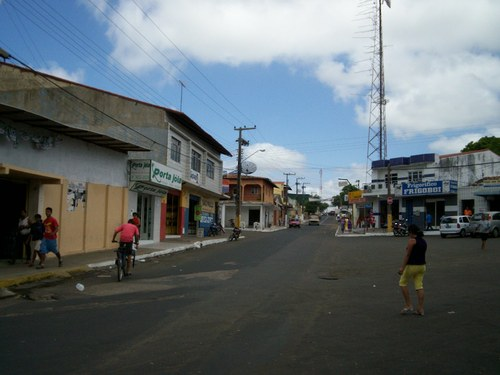
Rua Capitão Ferreira, no Centro

Guaraciaba do Norte é uma cidade situada a 290 km de Fortaleza, que se ergue a uma altitude de 984 metros de altitude. Está localizada a oeste do estado do Ceará, na região Nordeste do Brasil, na latitude de 4°10'01" Sul e longitude de 40°44'52" Oeste. Integra atualmente a Região Geográfica Intermediária de Sobral e Região Geográfica Imediata de São Benedito-Ipu-Guaraciaba do Norte-Tianguá.
É sede de um município com 624,60 km², sendo limitado a norte por Reriutaba, a leste por Ipu, a sul por Carnaubal e a oeste por São Benedito.

### Fósseis
A Serra da Ibiapaba possui muita ocorrência fossilífera de icnofósseis, que são rastros fossilizados de animais, mas sem preservação do corpo do animal. Em Guaraciaba do Norte, ocorrem seis icnofósseis: “Cylindrichnus”, “Conichnus”, “Arenicolites”, “Planolites”, “Skolithos” e “Furnasichnus”, esses são vestígios animais como anêmonas do mar, poliquetas, outros vermes e possíveis crustáceos, que viviam no oceano que existiu nessa região a 440 milhões de anos atrás. Atualmente, os fósseis são pesquisados e estudados no Laboratório de Paleontologia da Universidade Estadual Vale do Acaraú (UVA), em Sobral.

## Urbanismo
Segundo a Embrapa Guaraciaba do Norte possui 11,68 km² de área urbana dividido em mais de 20 bairros. No estado está em 33º lugar.